# United States Exploring Expedition
Die United States Exploring Expedition, auch US Ex.Ex., Ex. Ex. oder Wilkes Expedition genannt, war eine US-amerikanische Expedition in den Pazifik, die als Erkundungs- und Kartierungsfahrt diente. Sie wurde von der United States Navy von 1838 bis 1842 unter dem Kommando von Charles Wilkes durchgeführt. Sie trug wesentlich dazu bei, dass Naturwissenschaften in den USA populär wurden.

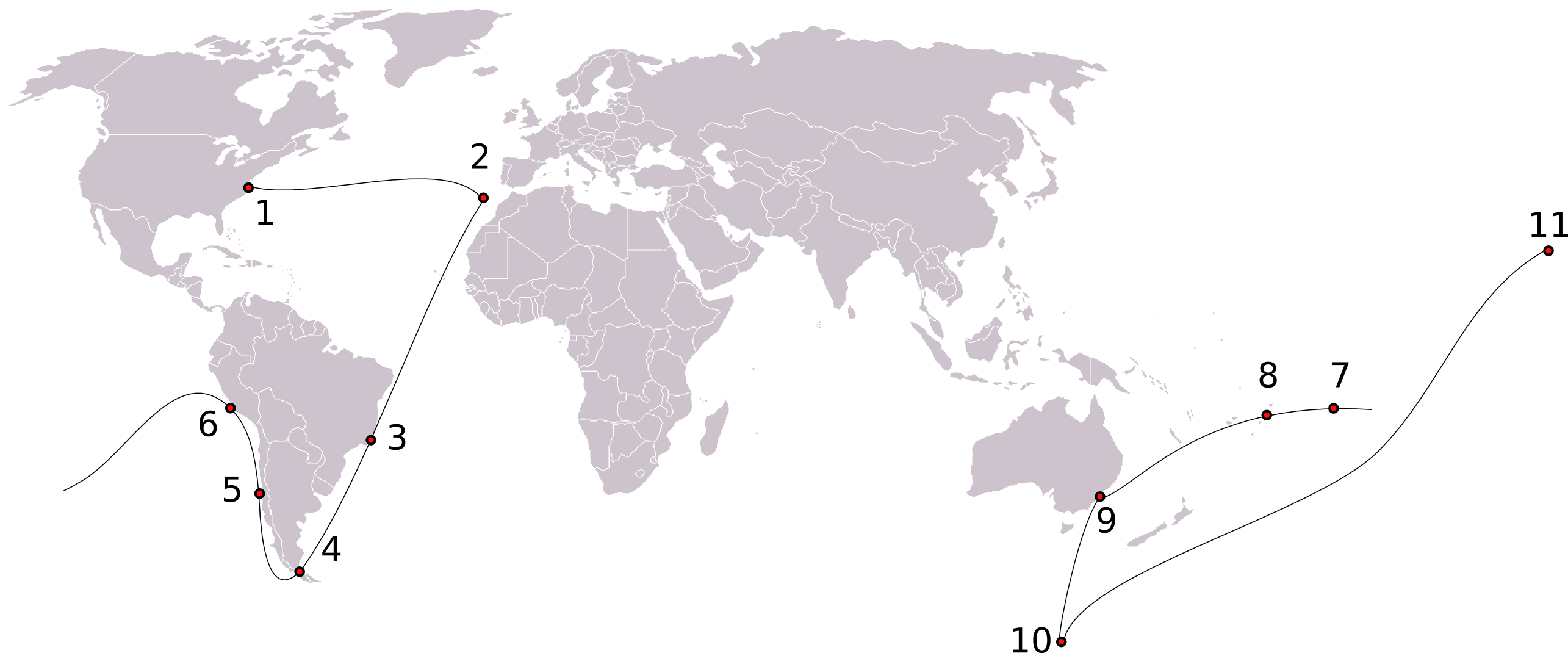
Hauptreiseroute (einzelne Schiffe fuhren teilweise abweichende Routen): 1. Hampton Roads 2. Madeira 3. Rio de Janeiro 4. Tierra del Fuego 5. Valparaíso 6. Callao 7. Samoa 8. Fidschi 9. Sydney 10. Antarktis 11. Hawaii

Die Expedition setzte sich aus den folgenden Schiffen zusammen:
- USS Vincennes, Flaggschiff
- USS Peacock, an der Mündung des Columbia River gesunken
- USS Relief, Versorgungsschiff
- USS Porpoise
- USS Sea Gull, verschollen, zuletzt bei Kap Hoorn gesichtet
- USS Flying Fish, in Singapur aufgrund schlechten Zustandes verkauft
- USS Oregon, als Ersatz für die gesunkene Peacock in Astoria gekauft

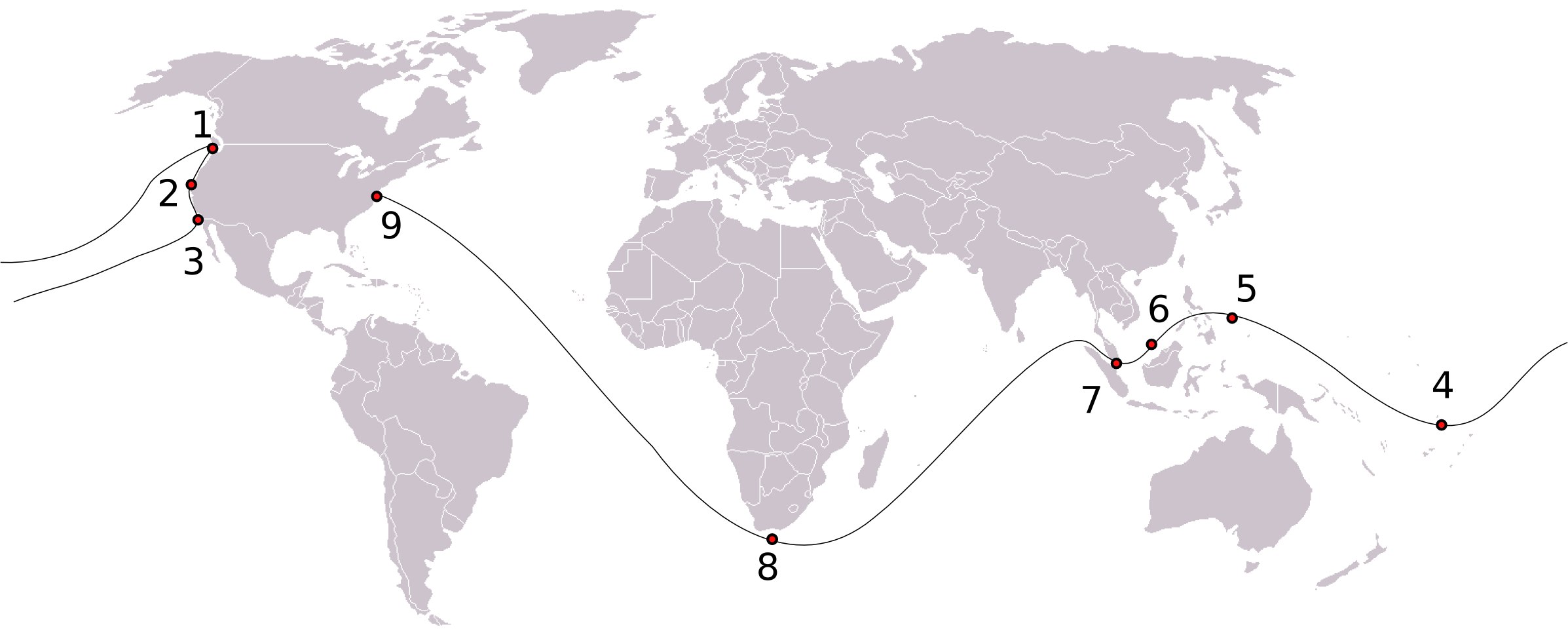
Rückreise (einzelne Schiffe fuhren teilweise abweichende Routen): 1. Puget Sound 2. Columbia River 3. San Francisco 4. Polynesien 5. Philippinen 6. Borneo 7. Singapur 8. Kap der Guten Hoffnung 9. New York

Der Expedition gehörten auch 9 Wissenschaftler an, darunter der Linguist Horatio Hale, der Mineraloge James Dana sowie die Naturforscher Titian Peale und Charles Pickering. Im Verlauf der Expedition, bei der die Erde einmal umrundet wurde, wurden 280 Inseln, davon die meisten im Pazifischen Ozean erkundet und kartiert. Bei Zusammenstößen mit Inselbewohnern auf Fidschi kamen dabei auf beiden Seiten mehrere Menschen ums Leben oder wurden schwer verwundet.
Ebenso wurden 800 Meilen der Küste des damals Oregon Country genannten Gebiets (heute Oregon, Washington und British Columbia) kartiert.
Die Wissenschaftler sammelten über 60.000 Pflanzen und Vogelbälge. Die gesammelten Exemplaren stellten einen wesentlichen Anteil der Grundausstattung der kurz nach Ende der Expedition gegründeten Smithsonian Institution. Noch heute befinden sich die meisten der bei der Expedition gesammelten Exemplare dort.
Nach der Expedition gab es eine Reihe von Militärgerichtsprozessen, die in erster Linie auf das schlechte Verhältnis zwischen Charles Wilkes und seinen untergebenen Offizieren zurückzuführen waren. Wilkes wurde dabei von allen Anklagepunkten freigesprochen, mit Ausnahme eines unrechtmäßigen Auspeitschens. Die Strafe dafür betrug jedoch nur eine öffentliche Rüge.
Ein wesentlicher Punkt für das vergiftete Verhältnis zwischen dem oft als despotisch empfundenen Wilkes und seinen Offizieren war, dass dieser keinen höheren Rang als die ihm unterstellten Offiziere bekleidete, sondern ebenso wie einige seiner Offiziere den Rang eines Leutnants innehatte. Da seiner Bitte um die Erhebung in einen Kapitäns- oder Kommodore Rang vor und während der Reise nicht entsprochen wurde, erhob er sich während der Expedition selbst zum Kapitän und Kommodore.